# David Vencl

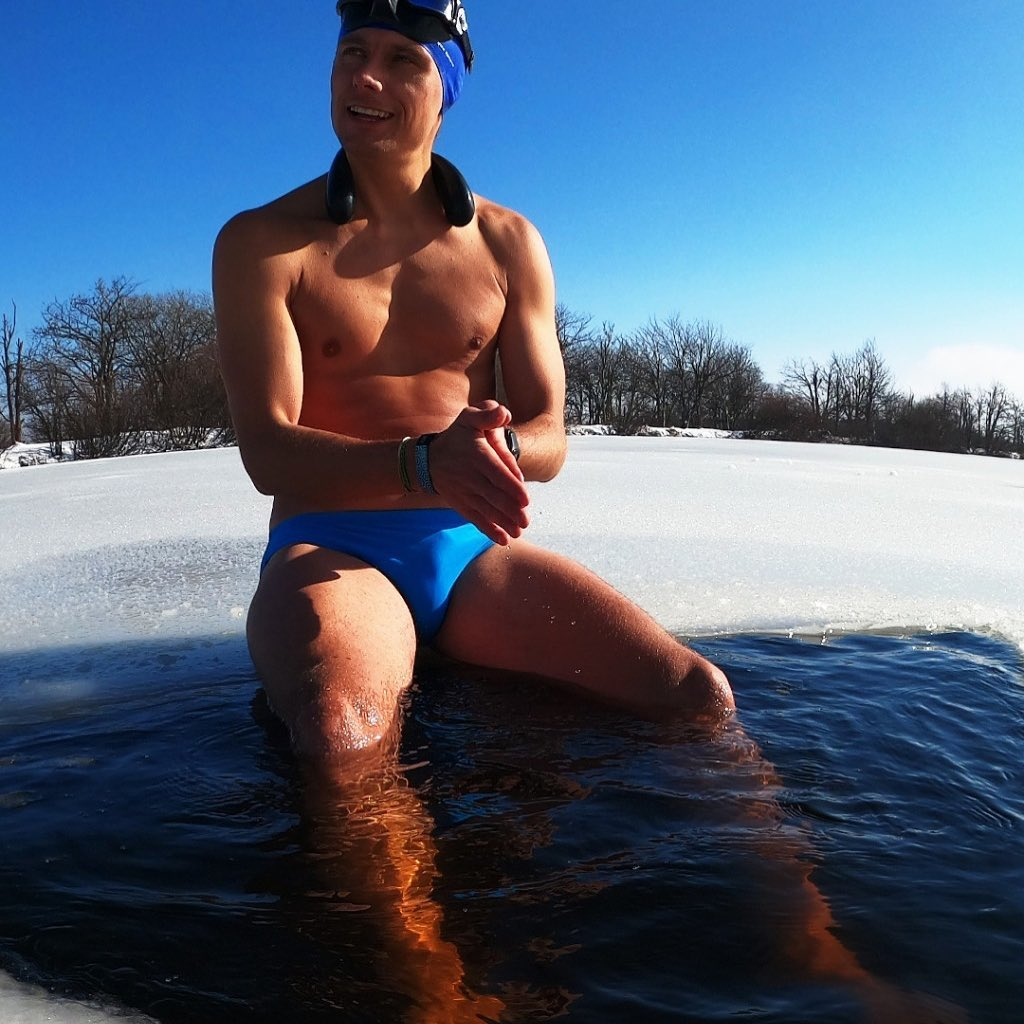
David Vencl během tréninku.

David Vencl (* 6. května 1982 Vrchlabí) je český reprezentant freedivingu, propagátor chladové terapie a světový a guinnessův rekordman. Vyrůstal v Lomnici nad Popelkou, od roku 2006 žije v Teplicích. Původním povoláním je učitel tělesné výchovy a matematiky. V minulosti se závodně věnoval basketbalu, fotbalu a atletice. Freedivingu se začal věnovat v roce 2012 a od roku 2017 je reprezentantem České republiky.
Je držitelem několika národní rekordů a světového rekordu v plavání pod ledem na nádech bez neoprenu pod asociací Pure Apnea z roku 2021 a nejhlubšího ponoru na nádech bez neoprenu pod ledem z roku 2023. Kromě závodního freedivingu se věnuje i lektorování v oblasti freedivingu, dechové terapie, chladové terapie a biohackingu.

## Rekordy

### "Světový rekord" v umyvadlovém potápění
16. dubna 2019 v rámci podpory nadace pro podporu nemocných respiračními chorobami na sebe poprvé upozornil širší veřejnost recesistickým kouskem "Světový rekord v umyvadlovém potápění", kdy v místní teplické restauraci Monopol ponořil obličej do skleněné salátové mísy na 4:03 a některá média tento výkon nepřesně zveřejnila jako oficiální světový rekord.

### Světový rekord v plavání pod ledem na vzdálenost na nádech bez neoprenu 2021
23. února 2021 vytvořil nový světový rekord v plavání pod ledem na jeden nádech bez neoprenu v hodnotě 81 metrů v zatopeném vápenném lomu Lahošť u Teplic. Tento výkon je oficiální Guinnessův rekord. David Vencl tak překonal rekord z roku 2013 Stiga Severinsena, který uplaval 76,2 metru.
V té době se zrodil nápad opravdu pokořit světový rekord dána Stiga Severinsena z roku 2013 o hodnotě 76.2m, a to v plavání bez neoprenu, pouze v plavkách a masce - pod ledem. Po cca 18 měsících příprav se mu při pandemii covidu-19 za velkého zájmu médií podařilo tento rekord překonat s hodnotou 80.99 m dne 23. února 2021 v zatopeném lomu Vápenka v Lahošti u Duchcova. Byl zapsán do Guinnessovy knihy rekordů.

### Světový rekord v plavání pod ledem na nádech bez neoprenu do hloubky 2023
14. března 2023 vytvořil světový rekord v potápění pod ledem na nádech bez neoprenu s ploutvemi, na švýcarském jezeře Sils. Během ponoru, který trval 1 minutu a 54 vteřin se ponořil do hloubky 52,1 metru.

## Ostatní sportovní úspěchy
| Umístění | Hodnota               | Soutěž                                                                         |
| -------- | --------------------- | ------------------------------------------------------------------------------ |
| 4. místo | STA 7:58              | Mistrovství světa CMAS v bazénových disciplínách - Bělehrad 2022               |
| 5. místo | STA 7:54 (NR CMAS)    | Mistrovství světa CMAS v bazénových disciplínách - Lignano 2018                |
| 2. místo | STA 7:35 (NR CMAS)    | Open Apnée Lyon - Lyon 2018                                                    |
| 5. místo |                       | Jump Blue - Mistrovství Evropy CMAS v hloubkových disciplínách - Kas (Turecko) |
| 1. místo |                       | celkem v rámci ČR - Mistrovství ČR - Pardubice 2017                            |
| 1. místo | STA 6:51,75 (NR CMAS) | Open Apnée Lyon - Lyon 2017                                                    |